# Crepidodera solita
Crepidodera solita är en skalbaggsart som beskrevs av Charles Christopher Parry 1986. Crepidodera solita ingår i släktet Crepidodera och familjen bladbaggar. Inga underarter finns listade i Catalogue of Life.